# Pilot (Schiff, 1928)
Die Pilot ist ein 1928 auf der Werft Gebr. Wiemann in Brandenburg für die Reederei Genrich & Wiese aus Havelberg gebauter Schlepper.

## Geschichte
Der Schlepper war mit einer 400 PS starken Dreifach-Expansions-Dampfmaschine ausgerüstet. Der Kessel hatte rund 135 m² Heizfläche und wurde anfänglich mit Kohle befeuert. 1935 wurde er auf Ölfeuerung umgebaut. Der Kohlevorrat betrug 40 Tonnen und die Besatzung bestand aus Schiffsführer, Matrose, Maschinist und Heizer.
Die ersten Jahre war der Schlepper wahrscheinlich auf den mitteldeutschen Kanälen und der Elbe eingesetzt. 1935 wurde das Schiff im Rheinschiffsregister Mannheim eingetragen und ist seit diesem Datum auf dem Rhein im Einsatz. Auf der Strecke zwischen Sankt Goar und Bingen am Rhein leistet er unter anderem Vorspanndienste für zu schwach motorisierte Motorschiffe und Hilfe bei Havarien. Nach 1958 kaufte das Unternehmen A.Schweers & H.Klochhaus aus Mülheim an der Ruhr das Schiff für Schleppdienste zwischen Rotterdam und dem Ruhrgebiet und ließ es zum Dieselschlepper mit einem 1000 PS Deutz-Dieselmotor umbauen. Von 1979 bis 1996 war das Schiff im Besitz der Reederei Josef Schwarz KG in Sankt Goar und versah den Vorspanndienst auf der Gebirgsstrecke. Danach übernahm das Unternehmen Fendel und Fendel aus Niederheimbach den Schlepper. 2005 wurde ein Volvo-Penta-Dieselmotor mit 1600 PS, der allerdings auf 1200 PS gedrosselt ist, eingebaut. Die Pilot ist heute bei der Loh-Schifffahrts GmbH im Einsatz und in Trechtingshausen beheimatet.

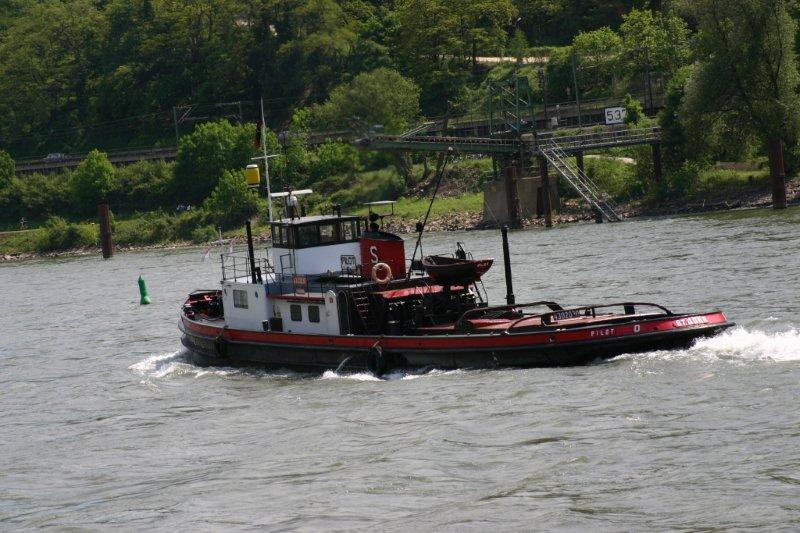
Heckansicht
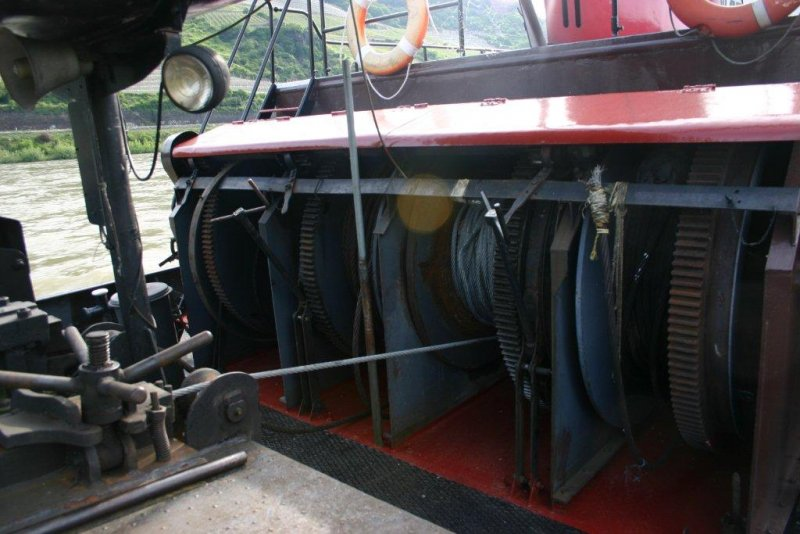
Schleppwinde
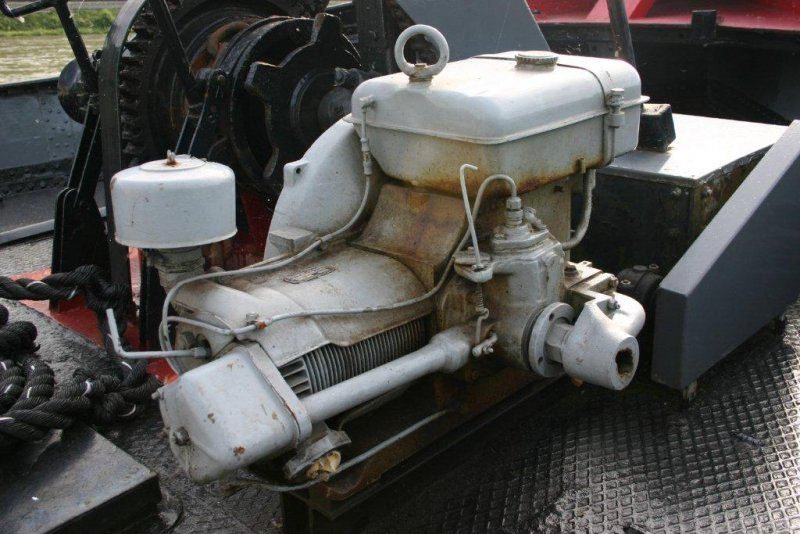
Ankerwinde
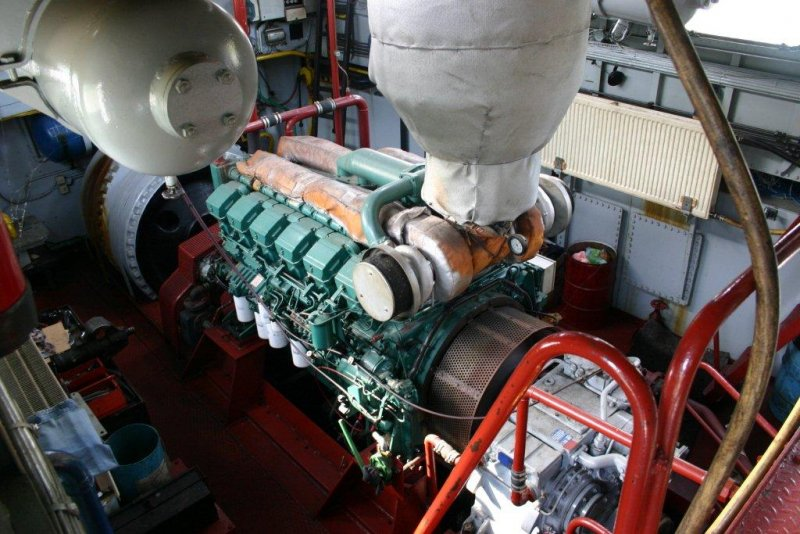
Hauptmaschine